# Wacków
Wacków – zniesiona nazwa części wsi Stanisławów w Polsce położona w województwie łódzkim, w powiecie łaskim, w gminie Wodzierady.
Nazwa z nadanym identyfikatorem SIMC występuje w zestawieniach archiwalnych TERYT z 1999 roku.
Nazwa zniesiona w 2006 r. przez wcielenie do miejscowości podstawowej Stanisławów.
W latach 1975–1998 miejscowość administracyjnie należała do województwa sieradzkiego.